# Pouteria retinervis
Pouteria retinervis är en tvåhjärtbladig växtart som beskrevs av Terence Dale Pennington. Pouteria retinervis ingår i släktet Pouteria och familjen Sapotaceae. Inga underarter finns listade i Catalogue of Life.